# Dicranopygium odoratum
Dicranopygium odoratum är en enhjärtbladig växtart som beskrevs av Tuberquia. Dicranopygium odoratum ingår i släktet Dicranopygium och familjen Cyclanthaceae. Inga underarter finns listade.